# Boernakovskaja (metrostation)

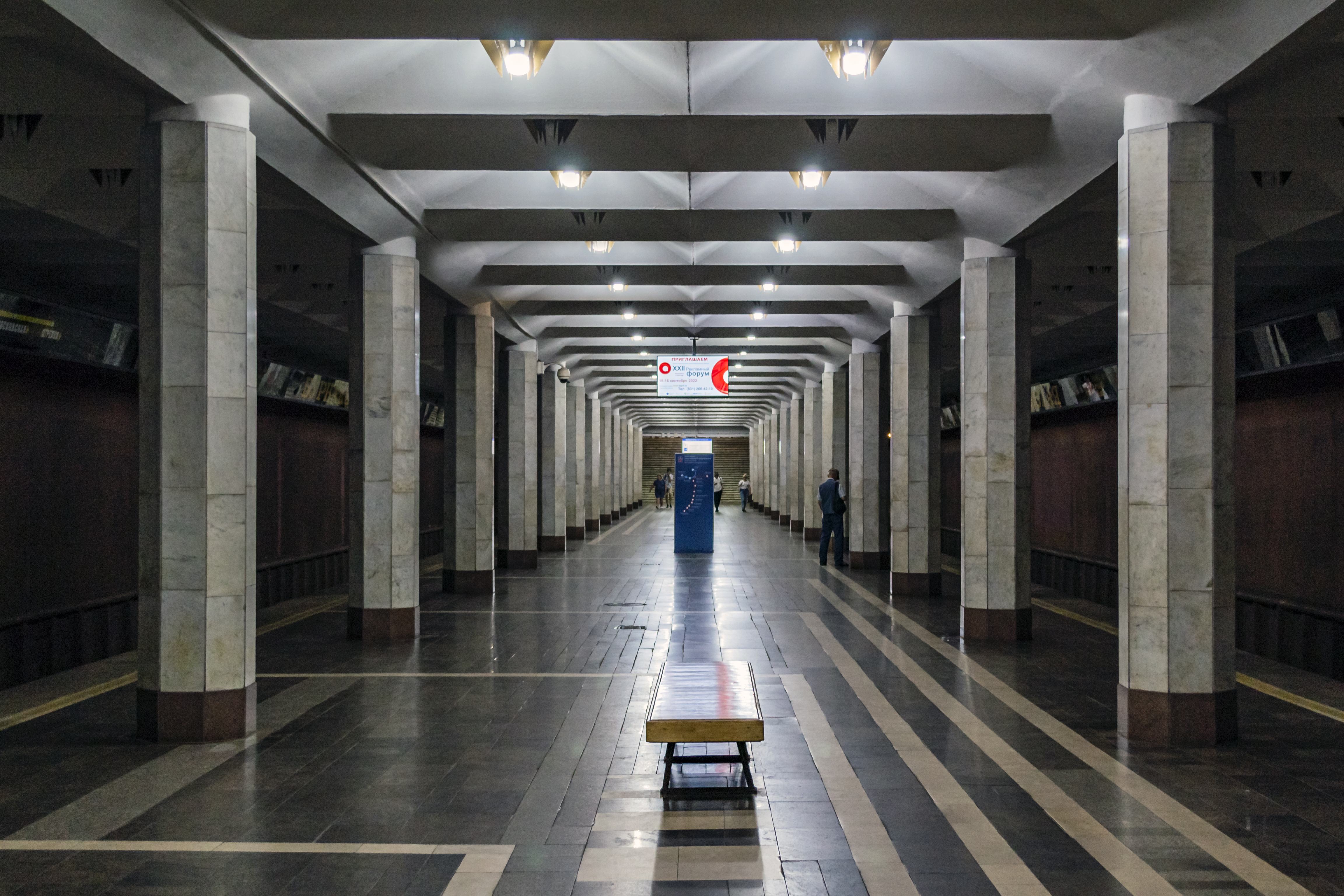
Boernakovskaja

Boernakovskaja (Russisch: Бурнаковская) is een station van de metro van Nizjni Novgorod. Het station werd geopend op 20 december 1993 en was tot september 2002 het westelijke eindpunt van de Sormovskaja-lijn. Het metrostation bevindt zich in het westelijke stadsdeel Moskovski, onder de kruising van de Sormovskoje Sjosse (Sormovoweg) en de Boernakovski Projezd, waaraan het zijn naam dankt. In de planningsfase werd het station Koejbysjevskaja genoemd, naar een straat in de omgeving.
Het station is ondiep gelegen en beschikt over een perronhal met witmarmeren achthoekige zuilen. De wanden langs de sporen zijn afgewerkt met rood natuursteen; in de donkergranieten vloer is een decoratief lijnenpatron van wit marmer aangebracht. Vanwege financiële problemen was de inrichting van het station bij opening nog niet gereed. Tot 1995 was een groot deel van de bedrading nog niet weggewerkt en had het station slechts één uitgang.